# Krzekotowice
Krzekotowice (pol. hist. Krzekotowo) – wieś w Polsce położona w województwie wielkopolskim, w powiecie gostyńskim, w gminie Pępowo.

## Historia
Wieś pierwotnie związana była z Wielkopolską. Istnieje co najmniej od pierwszej połowy XIV wieku. Wymieniona została w łacińskim dokumencie z 1310 jako „Crzecotovo”, 1390 „Krzecothowo”, 1394 „Crzekotowo”, 1407 „Crzecotowo”, 1411 „Crzekothowicze”, 1415 „Krzecotowicze”, 1417 „Crzecotowicze”, 1447 „Crzekothowycze, Crzecothowo”.
Pierwszy zapis o wsi pochodzi z dokumentu wystawionego w 1310 w kancelarii księcia głogowskiego i wielkopolskiego Henryka III Głogowczyka, który ustanowił Poniec siedzibą dystryktu, a Krzekotowice znalazły się w jego granicach.
Miejscowość była początkowo wsią szlachecką należącą do lokalnych rodów wielkopolskich Krzekotowskich herbu Czasza, którzy od nazwy wsi przyjęli odmiejscowe nazwisko, a później do Pampowskich herbu Gozdawa w odmianie Poronia i Miaskowskich herbu Bończa, Jastrzębskich, Kromolickich, Siedleckich, Konarzewskich. W 1447 wieś leżała w powiecie kościańskim Korony Królestwa Polskiego. W 1510 znajdowała się w parafii Pępowo.
W 1366 w jednym z dokumentów odnotowano jako świadka Sobka dziedzica w Krzekotowicach. W latach 1390-1420 jako właściciel we wsi był Michał Krzekotowski herbu Czasza, którego odnotowują dokumenty historyczne w kilku sprawach sądowych. W 1390 wraz z bratem Dzierżkiem pozwani zostali przez Więcesława o 4 skradzione konie. W 1393 Michał toczył proces z Tworkiem bratem Pokrzywczyna o Pępowo. W dwóch procesach poświadczał także szlachectwo: w 1405 Pawłowi Koterbie i w 1411 Sobkowi Zaleskiemu z Zalesia koło Borku.
W latach 1405-1447 źródła historyczne odnotowują także nazwisko Mikołaja Krzekotowskiego, którego historycy nie potrafią jednoznacznie utożsamić z tym wcześniej wymienionym i być może był inną osobą o tym samym nazwisku. W 1447 Mikołaj ten zapisał swojej żonie Barbarze po 100 grzywien posagu oraz wiana na dworze oraz na części dziedzicznej w Krzekotowicach. W latach 1447-1450 jako właściciel we wsi wspomniany został brat Mikołaja Piotr Krzekotowski, który w 1450 zapisał swojej żonie Beacie z Wolenic po 50 grzywien posagu oraz wiana na połowie Krzekotowic. W 1463 Mikołaj Krzekotowski zapisał żonie Elżbiecie po 110 grzywien posagu oraz wiana na całej części dziedzicznej w Krzekotowicach oraz na połowie wsi Szarpatki.
W 1447 dziedzice pępowscy, Stanisław z Pępowa (wnuk Dzierżka Krzekotowskiego oraz syn Pielgrzyma Międzyborskiego) wraz z bratem Wojciechem, kupili od swego rodzeństwa Jana, Anny i Jadwigi Krzekotowskich dziedziców Pępowa części majątku po matce Małgorzacie Krzekotowskiej, we wsiach Pępówko Małe (łac. „Minor Pampowo”) oraz Krzekotowice za 250 grzywien. W 1462 Stanisław w asystencji brata niedzielnego Wojciecha zapisał swojej żonie Annie po 100 kóp groszy posagu i wiana na Pępowie oraz połowie części posiadanych w Krzekotowie.
W 1491 Benedykt Pampowski, syn Stanisława z Pępowa, dał swojemu bratu stryjecznemu kasztelanowi rospierskiemu Ambrożemu Pampowskiemu oraz synowi Jana Pampowskiego, całe części majątku po ojcu w Pępowie i Krzekotowicach, a w zamian otrzymał od niego połowę Smogorzewa oraz 200 grzywien. W 1514 syn Ambrożego Jan Pampowski dał Marcinowi Ponieckiemu całe wsie Pępowo, Wolenice, Rogowo, Włostowo, części wsi Pasierbice, Krzekotowice i Raciborowo, a w zamian otrzymał dobra Marcina w Poniecu z przyległościami. 
Miejscowość odnotowano również w historycznych rejestrach poborowych. W 1510 w Krzekotowicach odnotowano folwark należący do dziedziców, 20 łanów osiadłych oraz dwa łany sołeckie zamienione na łany kmiece. W 1530 pobrano podatki od 11 łanów, trzy grosze od wiatraka. W 1563 Jerzy Miaskowski zapłacił od 6 łanów oraz 3 kwart, a także od karczmy dorocznej. Maciej Krajewski natomiast zapłacił od 3 łanów i jednego komornika. Pani Siedlecka uiściła opłatę od 9,5 łana oraz jednego komornika. W 1580 Maciej Kromolicki zapłacił od 5,5 łana. W 1580 Jan Miaskowski zapłacił od 3,5 łana oraz jednego zagrodnika. W 1580 Melchior Konarzewski i Jakub Jastrzębski zapłacili podatki od 5 łanów, jednego łana opuszczonego oraz jednego zagrodnika. W 1582 płatnikiem poboru był Maciej Kromolicki. W latach 1582-1583 podatki we wsi zapłacili Adrian i Seweryn Miaskowscy synowie Jerzego. W 1583 płatnikami poboru podatkowego byli Jakub Jastrzębski, Melchior Konarzewski oraz Jan Miaskowski.
Krzekotowice w 1510 roku były jeszcze dużą wsią z dwudziestoma kmieciami, dwoma sołectwami, zamienionymi później na gospodarstwa kmiece. Wieś szlachecka położona była w 1580 roku w powiecie kościańskim województwa poznańskiego w Rzeczypospolitej Obojga Narodów. Po „potopie” szwedzkim w 1667 roku na 10 łanach osadzono nowych kmieci. Wieś powoli się dźwigała. W 1789 roku było tu 31 dymów (gospodarstw domowych) i ta liczba utrzymywała się do końca XVIII wieku.
Wskutek II rozbioru Polski w 1793, miejscowość przeszła pod władanie Prus i jak cała Wielkopolska znalazła się w zaborze pruskim. W okresie Wielkiego Księstwa Poznańskiego (1815-1848) miejscowość należała do wsi większych w ówczesnym pruskim powiecie Kröben (krobskim) w rejencji poznańskiej. Krzekotowice należały do okręgu krobskiego tego powiatu i stanowiły odrębny majątek, którego właścicielem była wówczas (1846) Bojanowska. Według spisu urzędowego z 1837 roku wieś liczyła 279 mieszkańców, którzy zamieszkiwali 24 dymy (domostwa). W skład majątku Krzekotowice wchodziła także kolonia Magdalenowo (dziś Magdalenki).
Chłopi z Krzekotowic wnieśli o uwłaszczenie w 1830 roku. Przeprowadził je dziedzic Kalikst Bojanowski, który w tym czasie (październik - listopad 1831r.) gościł samego Adama Mickiewicza. Zetknięcie się poety z tą akcją mogło przyczynić się do włączenia jej do epopei narodowej. Również spór Kaliksta Bojanowskiego z Ksawerym Bojanowskim (właścicielem Konarzewa) o charty mógł być zalążkiem kłótni Rejenta i Asesora z „Pana Tadeusza”.
W latach 1975–1998 miejscowość położona była w województwie leszczyńskim.

## Zabytki
Z zabudowań dworskich pozostał w bardzo zniszczonym stanie stary spichlerz przebudowany w 1906 roku. Na terenie Krzekotowic znajdowała się stara kuźnia, lecz została rozebrana w latach 70.

## Znane osoby urodzone w Krzekotowicach
- Konstancja Łubieńska (1798-1867) – literatka i publicystka